# Macadam Cowboy
Pour les articles homonymes, voir Cowboy.
Pour plus de détails, voir Fiche technique et Distribution.
Macadam Cowboy (titre original : Midnight Cowboy) est un film dramatique américain réalisé par John Schlesinger sorti en 1969.
Classé X à sa sortie en salles par la commission de classification américaine en raison de ses scènes érotiques, il a été récompensé par trois Oscars en  1970 (dont celui du meilleur film, une première pour un film classé X), avant d'être finalement interdit aux moins de 17 ans en 1971.

## Synopsis
Joe Buck est un jeune homme sûr de son physique qui décide de quitter son emploi de plongeur au Texas pour partir à New York, habillé en cow-boy, afin de devenir un gigolo auprès des femmes mûres et riches de la ville. Il éprouve d'abord des difficultés à les approcher mais finit par coucher avec Cass, une femme d'âge moyen, dans son appartement de Park Avenue. Elle se sent insultée lorsqu'il lui demande de l'argent, mais finit tout de même par céder.
Joe rencontre ensuite Rico « Ratso » Rizzo, un escroc indigent et boiteux qui lui prend 20 dollars pour le présenter à un proxénète. Après avoir découvert que le prétendu proxénète est en réalité un fanatique religieux déchaîné, Joe essaye de rattraper Rico, mais ce dernier s'est enfui. Il passe ses journées à errer dans la ville et à écouter sa radio portable dans sa chambre d'hôtel. À court d'argent, le directeur de l'hôtel lui ferme la porte et saisit ses biens.
Pour gagner de l'argent, Joe accepte de recevoir une fellation de la part d'un jeune homme timide dans une salle de cinéma, mais l'homme ne peut pas le payer. Joe le menace, mais décide finalement de le laisser tranquille. Le lendemain, Joe tombe par hasard sur Rico dans un restaurant et le confronte avec colère. Rico parvient à calmer Joe et l'invite à partager son appartement dans un immeuble désaffecté et condamné. Joe accepte à contrecœur, et les deux entament une « relation d'affaires » en tant qu'arnaqueurs. Rico demande à Joe de l'appeler « Rico » au lieu de « Ratso », mais Joe refuse. Ils luttent contre une pauvreté extrême, volent de la nourriture et ne parviennent pas à trouver du travail pour Joe. Joe vend sa radio à un préteur sur gage et vend son sang, tandis que la toux persistante de Rico s'aggrave pendant un hiver sans chauffage dans leur appartement vétuste.
Dans des cauchemars intermittents, on comprend que Joe fut abandonné par sa mère et élevé par sa grand-mère. Il entretient une relation tragique avec Annie, révélée par des flashbacks flous où ils sont agressés et violés par une bande de cow-boys. Annie présente des signes de traumatisme mental et est emmenée en ambulance.
Rico raconte à Joe que son père était un cireur de chaussures italien illettré dont le travail lui a causé des problèmes de dos et des lésions pulmonaires à cause de l'inhalation de cirage. Rico a appris à cirer les chaussures auprès de son père, mais considère cela comme dégradant et refuse généralement de le faire. Alors qu'ils s'introduisent dans un atelier de cirage afin de cirer les bottes de cow-boy de Joe pour attirer les clients, deux policiers arrivent et s'assoient avec leurs bottes sales à côté de celles de Joe, obligeant Rico a les cirer également. Rico rêve de s'échapper à Miami, ce qui se traduit par des fantasmes où lui et Joe s'amusent sur une plage et se font chouchouter dans un hôtel, entourées de femmes mûres, retouchées chirurgicalement et par un garçon qui cire les bottes de Rico, mais le rêve tourne très vite au cauchemar.
Un cinéaste underground et une artiste extravertie abordent Joe dans un restaurant, le prennent en photo et l'invitent à un événement artistique dans un appartement. Joe et Rico y vont, mais la santé de Rico se dégrade tellement qu'il tient à peine debout. Pendant la soirée, Joe confond un joint avec une cigarette et goûte à des stimulants, créant une grande séquence d'hallucination. Il part avec Shirley, une mondaine qui le paie 20 dollars pour passer la nuit, mais Joe n'arrive pas à avoir d'érection. Ils jouent à un jeu de société, résultant sur un jeu de mots qui amène Shirley à suggérer que Joe pourrait être gay. Enervé par cette provocation, il retrouve son envie et couche avec Shirley. Le lendemain matin, elle présente son amie à Joe, lui permettant enfin à sa carrière de gigolo de progresser.
Joe rentre à l'appartement et retrouve Rico extrêmement malade et pris par une forte fièvre, n'est même plus capable de marcher. Il refuse toute aide médicale et supplie Joe de le mettre dans un bus pour la Floride. Désespérément à court d'argent, Joe drague un homme efféminé d'âge moyen dans une salle de jeux. Ils vont tous deux à la chambre d'hôtel de l'homme, où Joe exige de l'argent. Cependant, comme l'homme refuse de lui donner plus de 10 dollars (malgré son portefeuille plein d'argent), Joe le bat violemment, le vole et va même jusqu'à l'étouffer. Joe achète deux billets de bus pour la Floride avec l'argent volé. Rico répète à Joe qu'il veut qu'on l'appelle « Rico » et non « Ratso », et Joe finit par céder. Pendant le trajet en bus, la santé de Rico se détériore et il souffre d'incontinence urinaire.
Joe achète de nouveaux vêtements pour Rico et lui-même sur une aire de repos, et jette sa tenue de cow-boy et ses bottes dans une poubelle. De retour dans le bus, Joe partage son envie de gagner de l'argent dignement sans avoir recours à la prostitution et dit à Rico qu'il trouvera un emploi stable à Miami. Devant son absence de réponse, Joe réalise que Rico est mort. Il alerte le chauffeur, qui lui demande de fermer les yeux de Rico, lui annonçant qu'ils seront bientôt à Miami. Les larmes aux yeux, Joe s'assoit, le bras autour de son ami décédé, tandis que le bus continue sa route le long des palmiers de Floride.

## Fiche technique
- Titre original : Midnight Cowboy
- Titre français : Macadam Cowboy
- Réalisation : John Schlesinger
- Scénario : Waldo Salt, d'après le roman homonyme de James Leo Herlihy
- Direction artistique : John Robert Lloyd
- Décors : Philip Smith
- Costumes : Ann Roth
- Photographie : Adam Holender
- Son : Abe Seidman
- Montage : Hugh A. Robertson (en)
- Musique : John Barry
- Production : Jerome Hellman ; Kenneth Utt (associé)
- Société de production : Jerome Hellman Productions
- Société de distribution : United Artists
- Budget : 3 600 000 $
- Pays : États-Unis
- Langue : anglais
- Format : Noir et blanc/Couleurs (De Luxe) - 35 mm - 1,85:1 - Son mono
- Durée : 113 minutes
- Genre : Comédie dramatique
- Dates de sortie : 
  - États-Unis :  25 mai 1969
  - France : 15 octobre 1969
- Classification :
  - États-Unis : X (1969), R-Restricted (1971)
  - France : interdit aux moins de 12 ans
- Affiche : Jouineau Bourduge (France)

## Distribution
- Jon Voight (VF : Patrick Dewaere) : Joe Buck
- Dustin Hoffman (VF : Maurice Sarfati) : Rico « Ratso » Rizzo (« Rital » en VF)
- Sylvia Miles (VF : Paule Emanuele) : Cass
- John McGiver (VF : Georges Hubert) : M. O'Daniel
- Brenda Vaccaro (VF : Régine Blaess) : Shirley Gardner
- Jennifer Salt : Annie, une nymphomane psychotique
- Ruth White (VF : Hélène Tossy) : Sally Buck
- Barnard Hughes (VF : René Bériard) : Townsend Lott, dit « Towny »
- Viva : Gretel McAlbertson
- Paul Morrissey : un invité à la soirée hippie[3]
- Jonathan Kramer (VF : Patrick Dewaere) : Jackie, l'homosexuel
- Paul Benjamin : le barman
- Bob Balaban : le jeune étudiant à lunettes
- Gilman Rankin : Woodsy Niles

## Distinctions
- Le film est inscrit au National Film Registry en 1994.

### Récompenses
- Oscars 1970 :
  - Oscar du meilleur film
  - Oscar du meilleur réalisateur (John Schlesinger)
  - Oscar du meilleur scénario adapté (Waldo Salt)

- BAFTAs 1970 : meilleur film

Il s'agit du seul film interdit aux moins de 17 ans à avoir remporté l'Oscar.

## Production

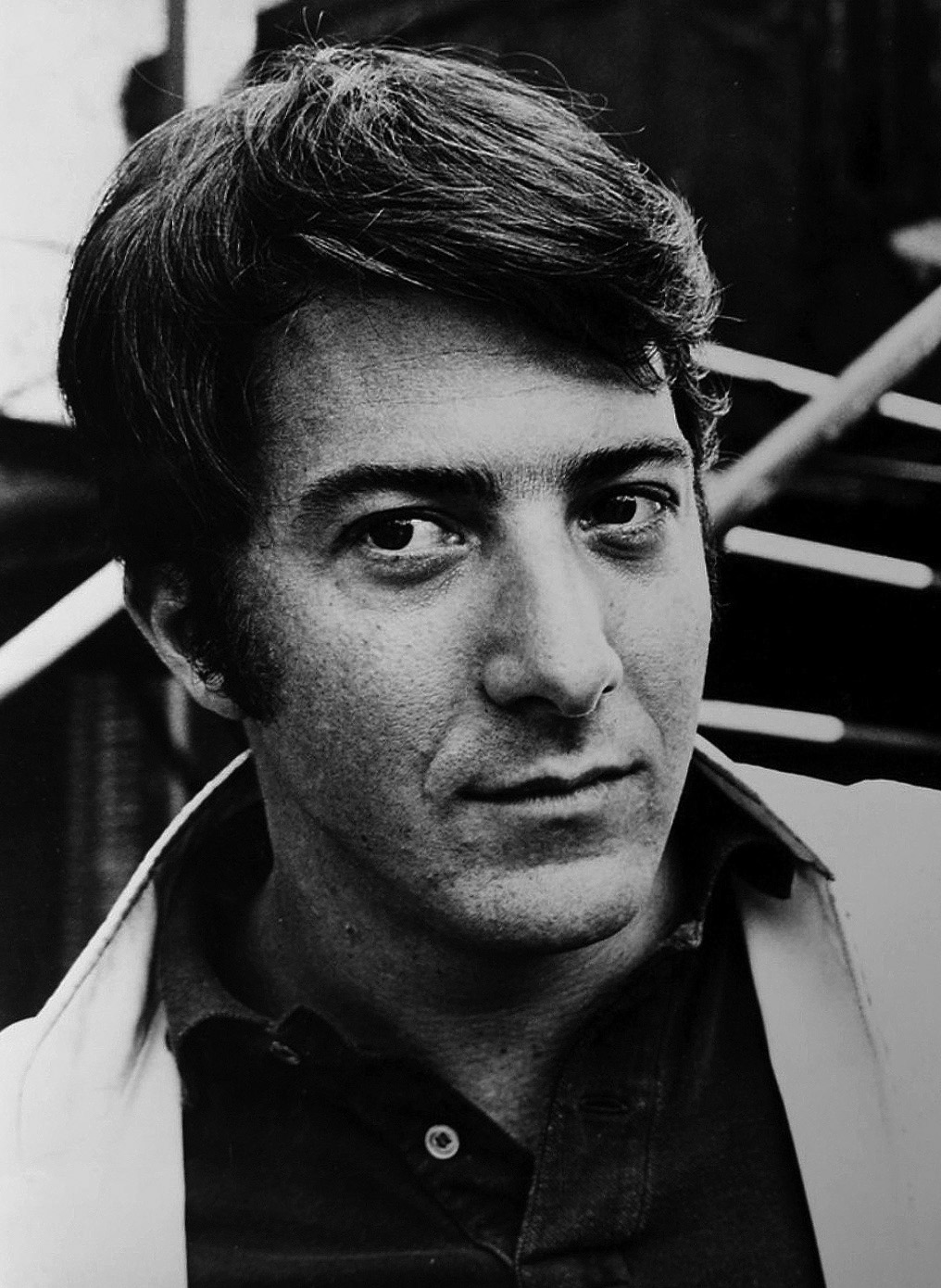
L'acteur Dustin Hoffman en 1968, l'année de tournage du film.

### Genèse
John Schlesinger avait réalisé Loin de la foule déchaînée en 1967, qui avait été un échec. Bien que son agent le lui ait déconseillé, jugeant le sujet trop scabreux, Schlesinger voulait tourner une adaptation du roman de James Leo Herlihy, Midnight Cowboy, publié en 1965. Il trouva sans problème les financements.
Warren Beatty se proposa pour tenir le rôle de Joe Buck mais Schlesinger lui  préféra Jon Voight, alors à ses débuts. Dustin Hoffman, qui venait de recevoir une nomination à l'Oscar du meilleur acteur pour Le Lauréat, manifesta quant à lui son intérêt pour le rôle de Ratso le clochard, or il n'avait joué jusqu'alors que des rôles de garçon modèle. Il donna donc rendez-vous aux producteurs, se déguisa en clochard et leur demanda de l'argent. Ils ne se rendirent alors pas compte que le clochard était Dustin Hoffman, qu'ils attendaient. Il obtint donc le rôle du film.

### Tournage
La plus grande partie de l'action fut filmée à Manhattan, plus précisément à Greenwich Village, Upper East Side, Park Avenue, la partie sud de Central Park et à Times Square et ses alentours. À l'époque du tournage, Times Square est en effet « un coupe-gorge, repaire de salles porno, rendez-vous des drogués et des tapins » note le critique de cinéma Éric Neuhoff.
Les tournages intérieurs ont quant à eux été réalisés dans un passage souterrain du métro, un bloc d'appartements promis à la démolition, au Peninsula Hotel (au 700 de la 5e avenue), rebaptisé le Barclay Hotel pour les besoins du film, au mont-de-piété, dans la boutique d'un tailleur pour hommes ainsi qu'à la gare routière du Port Authority, à l'angle de la 40e rue et de la 8e avenue.
Une scène est tournée au cimetière de Long Island. Enfin c'est à l'angle de la 58e rue et de la 6e avenue que Dustin Hoffmann et Jon Voight provoquent un formidable bouchon. Plusieurs séquences ont aussi été filmées en dehors de New York. Les scènes du début sont tournées à Big Spring, une petite ville de la plaine du Texas (d'où est originaire Joe Buck) et les scènes de la fin du film sont tournées à Miami Beach. D'autres scènes encore furent tournées aux Filmways Studios, situés dans la partie est de la 127e rue.

## Autour du film
John Schlesinger et Dustin Hoffman collaborent pour la première fois avant de faire tous deux Marathon Man en 1976.
La scène où Dustin Hoffman manque de se faire renverser par un taxi, est une totale improvisation et n’était pas prévu dans le script originel. En effet la rue où se passe la scène n’étant pas fermée à la circulation, un taxi réussit à forcer le passage à un feu rouge et donc a quasiment renversé l'acteur. Cet incident donna néanmoins, une scène culte du film où Dustin Hoffman s’exclama : "We're walking here!".
Afin de toujours boiter de la même façon, Dustin Hoffman glissait des cailloux dans sa chaussure tout au long du tournage.

### Musique
La chanson du générique de début, Everybody's Talkin' est une reprise de Fred Neil par Harry Nilsson, dont la ballade composée pour le film, I Guess The Lord Must Be In New-York City, fut refusée. Toots Thielemans interprète le solo d'harmonica.

## Analyse du film
Macadam Cowboy fait partie, avec Les Désaxés de John Huston, des films qui marquent la fin de l'âge d'or du genre western : le cow-boy est présenté comme un gigolo, loin de la vision traditionnelle des héroïques pionniers de l'Ouest américain[réf. nécessaire].